# Baylee Littrell
Baylee Thomas Wylee Littrell, född 26 november 2002 i Atlanta i Georgia, är en amerikansk countrysångare. Hans debutalbum, 770-Country, släpptes den 15 november 2019, och innehöll låtar skrivna av Gary Baker, Corey Crowder, Seth Ennis, Tyler Hubbard, Steven Lee Olsen, Daniel Ross och Littrell själv.
Littrell är enda barn till Backstreet Boys-medlemmen Brian Littrell och hans hustru Leighanne Wallace (sedermera gift Littrell). Han drabbades som sexåring av Kawasakis sjukdom, samt blev hemundervisad från sju-åtta års ålder, i samband med att han uppträdde som skådespelare och sångare.
Littrell, som är bosatt i staden Alpharetta (cirka 40 kilometer norr om centrala Atlanta) tillsammans med sina föräldrar, har vid ett tillfälle nämnt Tim McGraw, Florida Georgia Line, George Strait och Johnny Cash som sina största musikaliska influenser, varav McGraw är den största inspirationen. Han har också sagt att hans andra favoritmedlem i Backstreet Boys, utöver fadern Brian, är dennes bandkollega A.J. McLean.

## Diskografi

### Album
- 2019 – 770-Country
- 2022 – EP Vol. One

### Singlar
- 2018 – "Don't Knock It"
- 2019 – "Boxes"
- 2019 – "We Run This Beach"
- 2020 – "Some Guys"
- 2022 – "Gone"
- 2022 – "Change Your Mind"